# Tino Carraro

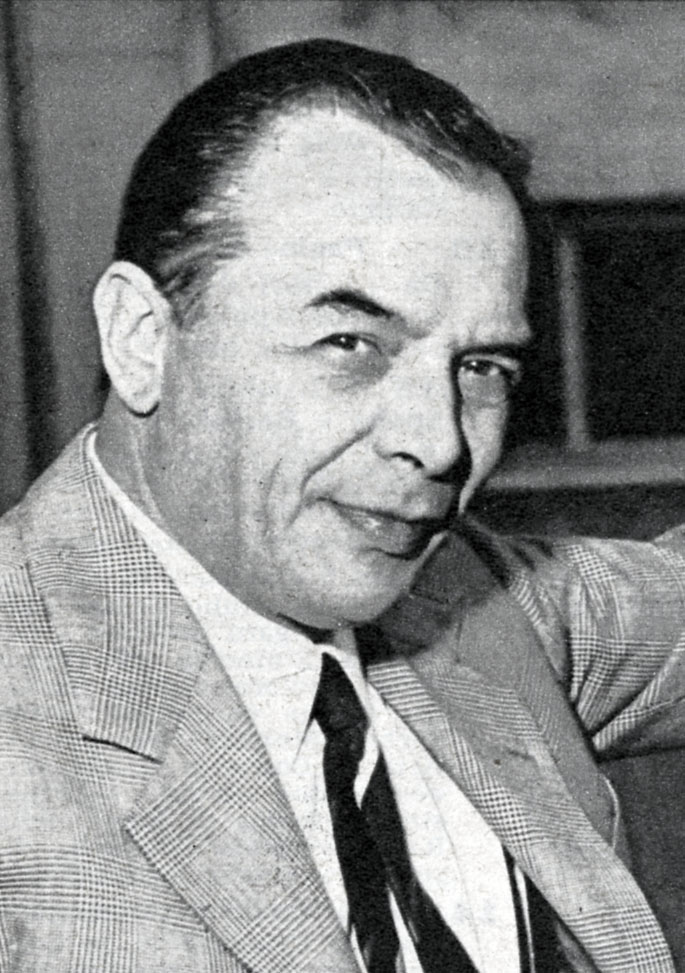
Tino Carraro (1963)

Tino Carraro (eigentlich Agostino Carraro; * 1. Dezember 1910 in Mailand; † 13. Januar 1995 ebenda) war ein italienischer Schauspieler.

## Leben
Der Sohn eines Schriftsetzers arbeitete zunächst als Vertreter ausländischer Autofirmen, besuchte aber derweil ausdauernd die „Accademia dei Filodrammatici“ seiner Heimatstadt, bevor er diese aufgrund der faschistischen Politik der Jahre unterbrach. Nach Wiederaufnahme seiner Ausbildung debütierte Carraro 1939 als Don Giovanni in Shakespeares Viel Lärm um Nichts mit dem Ensemble der „Accademia d'Arte Drammatica“ unter Silvio D’Amico.
Seine ruhige, zurückhaltende und beharrliche Art der Darstellung – manchmal wurde er deshalb der „Buchhalter der Theaterszene“ genannt – zeigte Carraro fast ausschließlich auf der Bühne, wobei er einigen der bedeutendsten Gruppierungen angehörte: der um Evi Maltagliati/Luigi Cimara, der von Sarah Ferrati, dem Ensemble um Vittorio Gassman und Ernesto Calindri (mit dem er 1945 unter Luchino Visconti in Adam und in Die Tabakstraße spielte), der um Diana Torrieri, dann erneut der Kompagnie von Maltagliati und schließlich der des „Teatro Stabile“ in Mailand. Dort blieb er nicht nur für zehn Jahre, sondern blieb dem Ensemble und dem künstlerischen Leiter Giorgio Strehler lebenslang verbunden. Für diesen stellte die Darstellungs- und Sprechweise Carraros die ideale Form dar, wie er sich sein Regietheater vorstellte: der Schauspieler steht nicht im Mittelpunkt, sondern ist einfacher Mitarbeiter wie alle anderen Beteiligten auch. In über 50 Inszenierungen spielte Carraro von Dramen über Komödien bis zu klassischen Tragödien und modernen Grotesken seine Rollen, wovon die als „Brutus“ in Julius Cäsar, als Titelheld des Coriolanus, als „Lopachin“ in Der Kirschgarten, „Togasso“ in El nost milan, „Robespierre“ in I Giacobini (von Federico Zardi) und vor allem in der Trilogie der schönen Ferienzeit von Carlo Goldoni sowie der „Mackie Messer“ in Die Dreigroschenoper gelobt wurden.
Als die Titelrolle in Leben des Galilei an Tino Buazzelli ging, verließ Carraro 1965 das Stabile und schloss sich dessen Schwestertheater in Rom an (wo er, wieder unter Visconti, in einer Neuinszenierung des Kirschgartens debütierte), spielte später mit der „Compagnie dei Quattro“ von Franco Enriquez. 1972 unterschrieb er beim „Piccolo Teatro“, wieder in Mailand, wo er unter Patrice Chéreau in Lulu  erstmals auftrat. Hervorragende Arbeiten entstanden aber auch in späten Jahren immer wieder mit Giorgio Strehler: 1972 ein König Lear, 1977 in Der Sturm, 1979 in August Strindbergs Wetterleuchten, ein 1989 entstandener Faust und schließlich, zwei Jahre vor seinem Tode, Die Riesen vom Berge.
1952 hatte Carraro mit einer Inszenierung von Macbeth auch eine Fernsehkarriere begonnen, bei der er – vor allem bis in die 1960er Jahre hinein – die Gelegenheit bekam, seine Talente einem noch größeren Publikum zu präsentieren. Der „Javert“ in Die Elenden 1964 und „Don Abbondio“ in I Promessi Sposi 1967 ragten dabei unter der Regie von Sandro Bolchi heraus. Seine Filmkarriere dagegen war eher erratisch und sporadisch, wobei wohl nur Gianfranco De Bosio (1963 in Il terrorista) und Francesco Rosi (in Die Macht und ihr Preis 1975) Carraros Fähigkeiten angemessen einzusetzen wussten.

## Auszeichnungen
Carraros Theaterleistungen führten zu dreimaligem Gewinn (womit er der einzige Schauspieler ist, dem dies gelang) des Premio San Genesio für den besten Hauptdarsteller: 1956 für Die Dreigroschenoper, 1962 für Heinrich IV. und 1965 für Il piacere dell'onestà.
Beim Film wurde Carraro für seine Darstellung in Die Macht und ihr Preis 1976 für ein Silbernes Band als bester Nebendarsteller nominiert.

## Filmografie (Auswahl)
- 1952: Menzogna
- 1953: Die Sieben vom Großen Bären (I sette dell'Orsa maggiore)
- 1961: Konstantin der Große (Costantino il grande)
- 1961: Tag für Tag Verzweiflung (Giorno per giorno disperatamente)
- 1969: Die Nonne von Monza (La monaca di Monza)
- 1969: Orgasmo
- 1970: Die Sünde des Abbé Mouret (La Faute de l'abbé Mouret)
- 1971: Die neunschwänzige Katze (Il gatto a nove code)
- 1974: Der Filou (Peccato veniale)
- 1976: Die Macht und ihr Preis (Cadaveri eccelenti)
- 1987: Die Nacht kennt keine Zeugen (Notte italiana)